# Ратумаимури, Ро Лавениа
Ро Лавениа Ратумаимури (англ. Ro Lavenia Ratumaimuri, 13 мая 1998) — фиджийская хоккеистка (хоккей на траве), вратарь.

## Биография
Ро Лавениа Ратумаимури родилась 13 мая 1998 года.
Играла в хоккей на траве за методистскую школу Лелеан из Сувы (англ. Lelean Memorial School).
В 2014 году вошла в состав сборной Фиджи по хоккею на траве среди девушек на летних юношеских Олимпийских играх в Нанкине. Турнир проходил в формате 5х5, фиджийки заняли последнее, 10-е место. Ратуимаимури провела 5 матчей.
В дальнейшем выступала за женскую сборную Фиджи по хоккею на траве.
В 2016 году провела 6 матчей в первом раунде Мировой лиги, проходившем в Суве. Матчи океанийской зоны проходили в формате 5х5, Ратумаимури была единственным вратарём фиджиек, выигравших все 6 поединков, пропустила 2 мяча. От участия во втором раунде в Куала-Лумпуре сборная Фиджи отказалась.
В 2019 году участвовала в финальном турнире Хоккейной серии в Хиросиме, участвовала в 2 матчах против сборных Уругвая (0:4) и Индии (0:11).